# Kali Christová
Kali Christová (* 9. listopadu 1991 Regina, Saskatchewan) je kanadská rychlobruslařka.
V roce 2010 poprvé startovala na světovém juniorském šampionátu, od téhož roku závodila v juniorském Světovém poháru. Ve Světovém poháru debutovala v roce 2012. Na Mistrovství světa na jednotlivých tratích 2013 obsadila v závodě na 1500 m pátou příčku, na MS 2015 byla na kilometru šestá. Startovala na Zimních olympijských hrách 2014 (1000 m – 21. místo, 1500 m – 16. místo, stíhací závod družstev – 5. místo), zúčastnila se i ZOH 2018 (1500 m – 19. místo). Na Mistrovství světa 2019 získala v týmovém sprintu stříbrnou medaili. Z Mistrovství čtyř kontinentů 2022 si přivezla čtyři medaile: zlatou (1500 m), stříbrnou (stíhací závod družstev) a dvě bronzové (1000 m, týmový sprint).